# Luís Caetano de Almeida

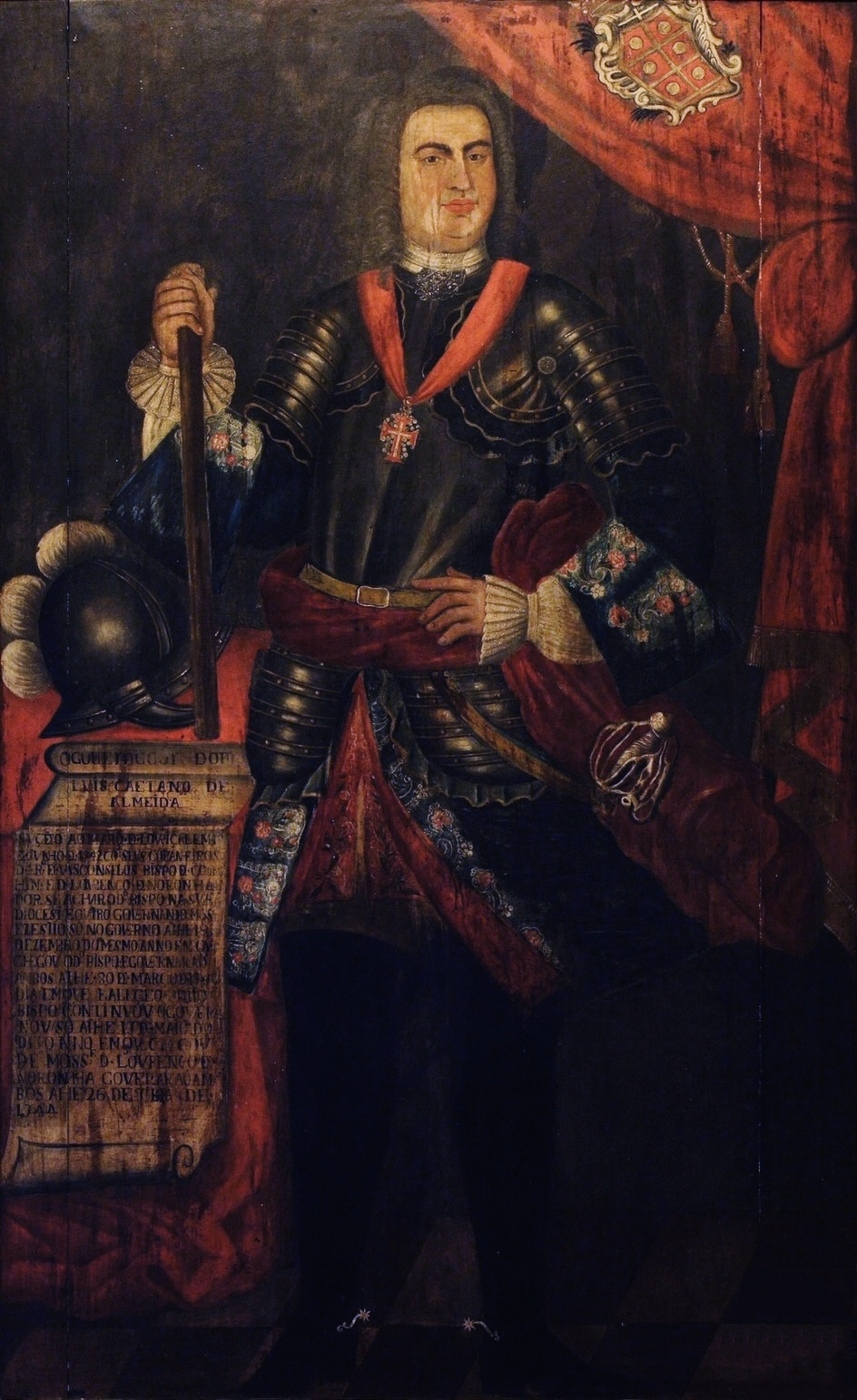
Luís Caetano de Almeida

Luís Caetano de Almeida (Pangim, 23 de outubro de 1708 - 17 de dezembro de 1757) foi um administrador colonial luso-Indiano. 
Aos oito anos de idade, em 1716, recebe a capitania de Damão. Em 1729, recebe Chaul. Com a morte do marquês do Louriçal, em 1742, acabaria por formar o 11.º Conselho de Governo da Índia Portuguesa, junto com o bispo de Cochim Dom Francisco de Vasconcelos e com o governador de Moçambique, Lourenço de Noronha. Como os outros dois tardaram a chegar a Goa, na prática ficou como governador interino. Dom Francisco chegaria em 20 de dezembro de 1742 e morreria em 1743, mais uma vez ficando sozinho no governo da Índia. Neste mesmo ano, chega Lourenço de Noronha, com quem governaria até 1744, quando chegaria o marquês de Castelo Novo.
No ano seguinte, foi nomeado vedor da Fazenda e, em 1748, como Conselheiro de Estado.